# Antonio Bisbal
Antonio Bisbal Iborra (Masalavés, 8 de noviembre de 1905 - 1993) fue un político socialista español. 

## Biografía
Diputado en las Cortes Constituyentes de 1977-1978 por el  PSPV-PSOE. Militante del PSOE y de la UGT desde 1930, durante la Segunda República Española fue alcalde de Massalavés. Al acabar la guerra civil española los insurgentes franquistas lo detuvieron y lo condenaron a cadena perpetua, pero quedó en libertad en 1946. Reorganizó el partido durante su estancia en la cárcel. Se reintegró al PSOE después del Congreso de Suresnes y obtuvo un escaño de diputado por la provincia de Valencia en las elecciones generales españolas de 1977. Fue vocal de la Comisión de Reglamento del Congreso de los Diputados. En el año 2013 recibió la Alta Distinción  Francesc de Vinatea en testimonio de respeto y consideración y en reconocimiento a su trabajo como  Diputado de las Cortes Constituyentes en conmemoración del XXXV Aniversario de la Constitución Española de 1978.